# Hyetornis
Genre
Synonymes
- Coccyzus

Le genre Hyetornis est un genre obsolète d'oiseaux de la famille des Cuculidae, qui comprenait deux espèces de piayes. Depuis 2006, ces espèces sont classées dans le genre Coccyzus. Elles sont endémiques des Grandes Antilles.

## Liste des espèces
Selon ITIS :
- Hyetornis pluvialis (Gmelin, 1788) — Piaye de pluie
- Hyetornis rufigularis (Hartlaub, 1852) — Piaye cabrite

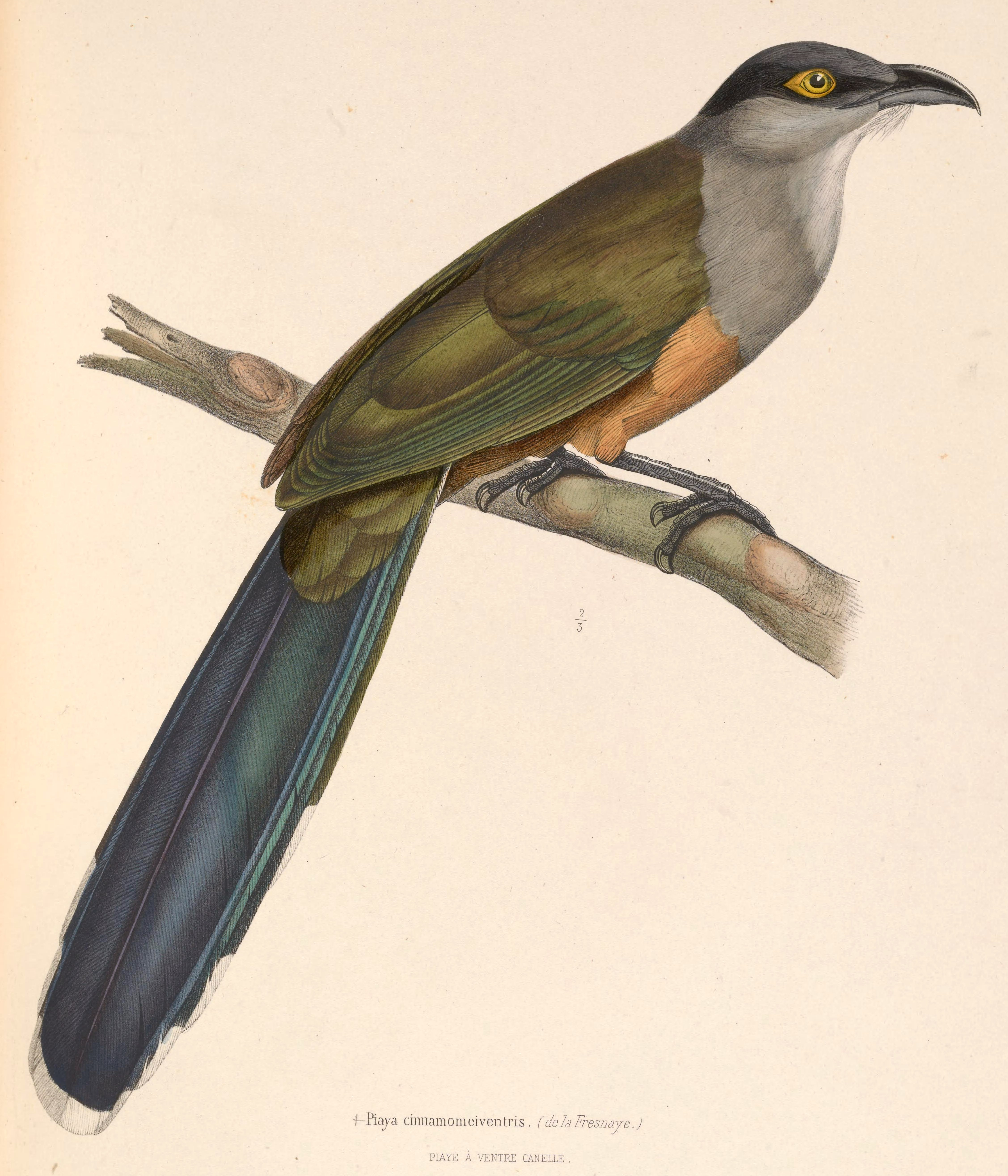
Dessin de Marc Athanase Parfait Œillet Des Murs, 1849.